# Vietnam Airlines
«Вьетна́мские авиали́нии» — государственная авиакомпания Вьетнама. Стала государственной компанией по решению правительства в августе 1989 года. В 1993 году на основе компании была создана Vietnam Airlines Corporation, путём присоединения к Vietnam Airlines нескольких сервисных предприятий. Штаб квартира компании находится в округе Лонгбьен столицы страны Ханоя. Авиакомпания вступила в альянс SkyTeam в июне 2010 года

## Маршрутная сеть авиакомпании
- Авиарейсы внутренние: Биньдинь, Буонметхуот, Винь, Далат, Дананг, Камау, Кондао, Куинен, Нячанг, Плейку, Ратьзя, Туихоа, Фукуок, Хайфон, Ханой, Хошимин, Хюэ, Шонла
- Авиарейсы в страны СНГ: Москва
- Авиарейсы международные: Бангкок, Вьентьян, Гаосюн, Гонконг, Гуанчжоу, Джакарта, Куала-Лумпур, Куньмин, Луангпхабанг, Мельбурн, Нагоя, Осака, Париж, Пекин, Пномпень, Пусан, Сеул, Сидней, Сингапур, Тайбэй, Токио, Франкфурт-на-Майне, Фукуока

## История
История Vietnam Airlines началась в январе 1956 года, когда правительством Вьетнама было создано управление гражданской авиации. На тот момент воздушный флот был небольшим и насчитывал пять самолётов. Первый маршрут на внутренних воздушных линиях открылся в сентябре 1956 года.
В апреле 1993 года Vietnam Airlines получила официальный статус национального перевозчика Вьетнама, а 27 мая 1996 года была образована Vietnam Airlines Corporation, крупнейшая корпорация воздушного транспорта, объединившая в себе 20 компаний, занятых в сфере авиации.
20 октября 2002 года Vietnam Airlines представила свой новый символ — Золотой Лотос и полностью обновила корпоративный стиль. Это стало началом программы развития авиакомпании, повышения качества обслуживания, расширения маршрутной сети и обновления воздушного флота.
В 2003 году Vietnam Airlines ввела в эксплуатацию свой первый Boeing 777, сделав первый шаг на пути модернизации парка воздушных судов. Тремя годами позже воздушный флот Vietnam Airlines стал одним из самых современных в регионе.
За 15 лет развития авиакомпании темпы роста составили в среднем 10 % ежегодно (кроме кризисного для Азии 1997 года).
В 2006 году авиакомпания Vietnam Airlines получила сертификат IOSA (IATA Operational Safety Audit), подтверждающий стандарты безопасности, установленные организацией AQS (Aviation Quality Services). Таким образом, Vietnam Airlines стала официальным членом Международной Ассоциации Воздушного Транспорта (IATA), подтвердив свой статус авиакомпании мирового уровня.
В июне 2010 года Vietnam Airlines официально вступила в альянс SkyTeam, второй по величине глобальный мировой альянс авиакомпаний.
В 2025 году возобновлены прямые рейсы между Ханоем и Москвой, запущены рейсы в Пекин, Бангкок, Бангалор и Пусан. Vietnam Airlines готовится к закупке Boeing 737 MAX, обновляя свой узкофюзеляжный парк. Заключено соглашение о приобретении 50 узкофюзеляжных самолётов. Из них 14 единиц планируется поставить в 2030 году, а ещё 18 — в период с 2031 по 2032 год. Есть планы по аренде или приобретению 50 широкофюзеляжных самолётов к 2035 году, в том числе 20 для замены и 30 для увеличения вместимости. В 2025 году Vietnam Airlines намерена вывести из эксплуатации ещё шесть самолётов A321CEO и шесть самолётов ATR 72.

## Флот

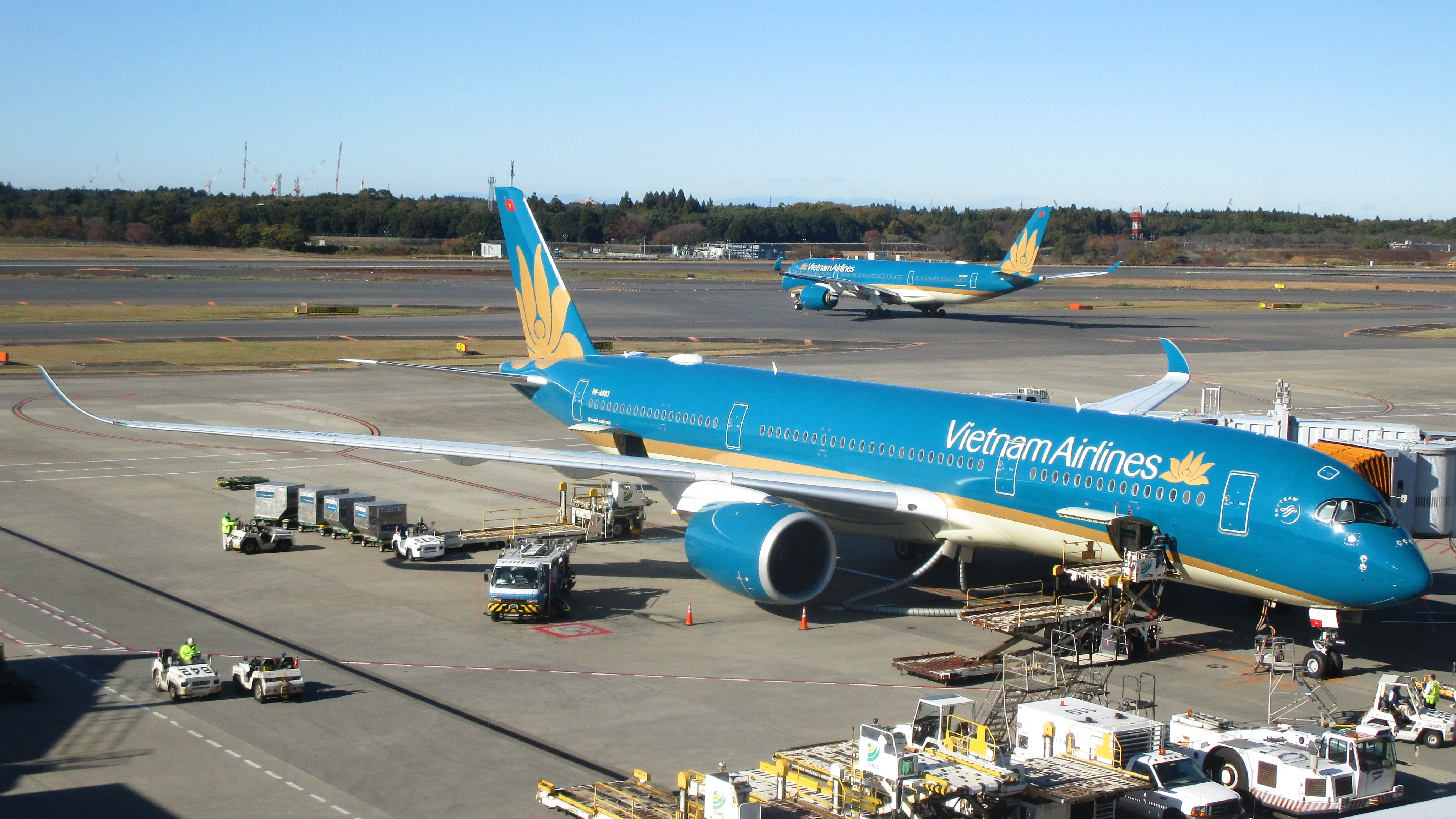
Vietnam Airlines Airbus A350-900

На ноябрь 2020 года флот авиакомпании состоит из следующих типов самолётов:

## Происшествия
- 14 ноября 1992 года при заходе на посадку в аэропорт Камрань в условиях тропического шторма, потерпел катастрофу самолёт Як-40 (регистрационный номер VN-A449). Из 31 человека выжила лишь одна пассажирка.
- 3 сентября 1997 года — при заходе на посадку в международном аэропорту Пномпень (Камбоджа) в условиях сильного дождя, Ту-134Б-3 (регистрационный номер VN-A120) опустился с 2000 м до 30, после чего крылом зацепился за деревья. Пилоты попытались вновь набрать высоту, но тут заглох один из двигателей, в результате чего самолёт упал на землю в 300 метрах от аэропорта и загорелся. Из 66 человек на борту выжили лишь два мальчика.